# 特拉斯奎拉
特拉斯奎拉（義大利語：Trasquera），是意大利韦尔巴诺-库西亚-奥索拉省的一个市镇。总面积39平方公里，人口228人，人口密度5.8人/平方公里（2009年）。ISTAT代码为103067。